# Старый Курдым
Старый Курдым (баш. Иҫке Күрҙем) — село в Татышлинском районе Башкортостана, административный центр Курдымского сельсовета. Согласно переписи 2020 года население составляло 1008 человек.

## Географическое положение
Расстояние до:
- районного центра (Верхние Татышлы): 25 км,
- ближайшей ж/д станции (Куеда): 25 км.

## История
Основана башкирами Иректинской волости Бирского уезда на собственных землях, деревня известна с 1859 года.
В поисках наилучшего места для основании нового поселения мужчина по имени Гарифулла наткнулся на место где били ручьи с родниковой водой и сказал: "курдем", что в переводе означает увидел (то самое место). От слова Курдем и произошло название села Курдым.

## Население
| 2002 | 2009 | 2010  |
| ---- | ---- | ----- |
| 1046 | ↘994 | ↗1095 |

Национальный состав
Преобладающая национальность — башкиры (97 %).

## Религия
В селе есть мечеть «Хатыйп».

## Известные уроженцы
- Атнабаев, Ангам Касимович (1928—1999) — башкирский и татарский поэт и драматург, Заслуженный деятель искусств БАССР (1977), Заслуженный деятель искусств РСФСР (1988), Народный поэт Башкортостана (1997).
- Атнабаева, Зинира Касимовна (1934—2013) — башкирская советская актриса, Народная артистка Башкирской АССР (1977), Заслуженная артистка РСФСР (1980).
- Аухатов, Кагим Аухатович (1932—2014) — татарский и башкирский поэт.
- Ахметов, Анвар Сахабетдинович (14.08.1919—22.11.2004) — артиллерист в русско-японской войне. В 20 лет (1939)  был призван в ряды Советской армии и попал на Сахалин, где участвовал в освобождении Южной части острова от Японских Самураев. За службу получил множество наград, медалей и благодарностей. Одна из благодарностей была вручена за то, что он плёл лапти, когда их подразделению не хватало обуви. Во время военных действий была утеряна важная деталь, без которого не заводился двигатель военной техники. Он сделал её из подручных средств и запустил двигатель. Прослужил 7 лет и вернулся домой.